# Râul Valea Dragoslăvenilor
Râul Valea Dragoslăvenilor este un curs de apă, afluent al râului Dâmbovița. 